# Gobernador Duval
Gobernador Duval är en ort i Argentina.   Den ligger i provinsen La Pampa, i den södra delen av landet, 800 km sydväst om huvudstaden Buenos Aires. Gobernador Duval ligger 244 meter över havet och antalet invånare är 413.
Terrängen runt Gobernador Duval är platt. Trakten runt Gobernador Duval är nära nog obefolkad, med mindre än två invånare per kvadratkilometer..
Omgivningarna runt Gobernador Duval är i huvudsak ett öppet busklandskap.